# Ischaemum fieldingianum
Ischaemum fieldingianum är en gräsart som beskrevs av Alfred Barton Rendle. Ischaemum fieldingianum ingår i släktet Ischaemum och familjen gräs. Inga underarter finns listade i Catalogue of Life.